# Isabel Castro
Isabel Maria de Almeida e Castro (10 de Junho de 1954), bancária e Deputada pelo Partido Ecologista "Os Verdes" na VI, VII, VIII e IX Legislatura. Abandona as funções de deputada em 2004  sendo substituída por Francisco Madeira Lopes.